# Lepidochrysops celaeus
Lepidochrysops celaeus är en fjärilsart som beskrevs av Pieter Cramer 1782. Lepidochrysops celaeus ingår i släktet Lepidochrysops och familjen juvelvingar. Inga underarter finns listade i Catalogue of Life.